# Sparatoria da auto in corsa
La sparatoria da auto in corsa («drive-by shooting» in inglese) è una tattica mordi e fuggi, nata ai tempi del brigantaggio.

## Pratica
Consiste nell'assaltare, da un'automobile in movimento oppure temporaneamente ferma, il bersaglio: uno o più individui, muniti di armi da fuoco, sparano contro l'obiettivo. La modalità con cui viene eseguito l'attacco può causare danni collaterali, come il ferimento - o l'uccisione - involontari di altre persone. È spesso utilizzato anche in forma di attentato, per eliminare il maggior numero possibile di persone.

## Storia
L'idea risale all'epoca del banditismo e del brigantaggio, quando gli aggressori - a cavallo - armati di pistole e fucili raggiungevano l'obiettivo per colpirlo: la vittima, generalmente colta di sprovvista, non aveva tempo di organizzare un contrattacco e di rispondere al fuoco. Per tentare di prevenire simili azioni criminose, si intervenne più volte riguardo alle leggi sul controllo delle armi da fuoco.
Tra i tanti casi che hanno visto il ricorso a questa tattica, è possibile citare:
- le uccisoni di politici durante gli anni di piombo, spesso compiute con questo sistema. Si ricorda, per esempio, l'aggressione di Via Prati di Papa (1987) che, sebbene attuato con altri obiettivi (rapina di denaro), ebbe una modalità simile.[7] L'agguato costò la vita a 2 agenti di polizia, oltre al ferimento di un terzo.[7]
- la morte di 2 rapper, uccisi a pochi mesi di distanza l'uno dall'altro: Tupac Shakur (1996) e Notorious BIG (1997). Entrambi morirono in seguito alle ferite riportate nelle sparatorie, compiute da mezzi lanciati in corsa.[8][9]